# Grigory Rossolimo
Grigory Rossolimo (1860 — 1928) foi um neurologista russo.